# Marta Czok
Marta Czok (ur. 25 sierpnia 1947 w Bejrucie, zm. 6 lutego 2025 w Castel Gandolfo) – brytyjska malarka polskiego pochodzenia, znana z figuratywnych obrazów o tematyce społecznej i historycznej.

## Życiorys
W 1948 roku jej rodzina uzyskała azyl polityczny w Londynie, gdzie Marta dorastała i ukończyła studia na Central Saint Martins College of Art and Design.
W latach 70. przeniosła się do Włoch, gdzie kontynuowała swoją karierę artystyczną. 
Zmarła 6 lutego 2025 roku podczas pracy nad swoim ostatnim dziełem w swoim domu w Castel Gandolfo.

## Twórczość
Jej prace często poruszają tematy związane z historią, społeczeństwem i tożsamością, odzwierciedlając jej własne doświadczenia jako osoby o polskich korzeniach, wychowanej w Wielkiej Brytanii i mieszkającej we Włoszech.

## Wystawy
Jej twórczość była prezentowana na licznych wystawach międzynarodowych, a jej prace znajdują się w kolekcjach muzealnych i prywatnych. W Polsce, od 2020 roku, wystawa To Nazywasz Sztuka? była prezentowana najpierw w Muzeum Karykatury im. Eryka Lipińskiego w Warszawie, a następnie w Lublinie w Centrum Spotkania Kultur.

## Fundacja Marta Czok
W 2020 roku powstała Fondazione Marta Czok, mająca na celu promowanie dialogu między sztuką współczesną a zaangażowaniem społecznym. Fundacja posiada stałą kolekcję prac artystki w muzeum w Castel Gandolfo oraz przestrzeń projektową w Wenecji.